# ফ়
Cette page contient des caractères spéciaux ou non latins. S’ils s’affichent mal (▯, ?, etc.), consultez la page d’aide Unicode.
ফ়, appelé fa et transcrit f, est une consonne de l’alphasyllabaire bengali utilisée dans certains ouvrages linguistiques bengalis ou dans la transcription ISO 15919. Elle est formée d’un pha ‹ ফ › avec un point souscrit.

## Utilisation
Dans certains ouvrages linguistiques bengalis et dans la transcription ISO 15919, fa représente une consonne fricative labio-dentale sourde [f] et est utilisée dans la transcription de mots étrangers avec cette consonne, comme par exemple le mot anglais fish [fɪʃ] transcrit ‹ ফ়িশ › dans le dictionnaire anglais-bengali de l’Académie bengalie.

## Représentations informatiques
Ses caractères Unicode sont, :
| formes | représentations | chaînes de caractères | points de code       | descriptions                                                       |
| ------ | --------------- | --------------------- | -------------------- | ------------------------------------------------------------------ |
| pleine | ফ়               | ফ়                     | U+09AB U+09BC        | lettre bengali pha, symbole bengali noukta                         |
| morte  | ফ়्               | ফ়◌्                    | U+09AB U+09BC U+094D | lettre bengali pha, symbole bengali noukta, symbole bengali virama |